# Jalasjärvi
Jalasjärvi là một đô thị của Phần Lan.
Vị trí ở tỉnh Tây Phần Lan trong vùng Nam Ostrobothnia. Đô thị này có dân số 8,760 (2003) và diện tích 829.98 km² trong đó có 8.42 km² là diện tích mặt nước. Mật độ dân số là 10.6 người trên mỗi km².
Dân đô thị này chỉ sử dụng tiếng Phần Lan